# Васильев, Виктор Григорьевич
Виктор Григорьевич Васи́льев (1910—1973) — советский геолог.

## Биография
Родился 28 апреля 1910 года в городе Череповец, Новгородская губерния. Член ВКП(б)/КПСС с 1940 года.
С 1932 г. геолог в тресте «Востокнефть». В 1934 году командирован во главе геологической партии в Западную Сибирь и обнаружил выход нефти на Югане в Сургутском районе. В следующем году возглавил Обь-Иртышскую нефтегеологическую экспедицию, которая провела поисковые работы в Сургутском и Верхне-Тавдинском районах и получила положительные результаты.
В 1936—1946 годах — директор ВНИГРИ и управляющий трестом Союзбургаз.
С 1947 года управляющий трестом Монголнефть. В последующем — начальник Геологического управления Мингазпрома.
Доктор геолого-минералогических наук, автор более 100 научных работ по геологии нефти и газа.
Автор книги «Геологическое строение северо-западной части Западно-Сибирской низменности и её нефтеносность» (1946).
Скоропостижно умер 23 апреля 1973 года.

## Награды и премии
- 1945 — Медаль «За доблестный труд в Великой Отечественной войне 1941—1945 гг.»
- 1947 — орден Отечественной войны II степени
- 1949 — Сталинская премия II степени, за открытие и разведку газо-нефтяных месторождений (Арчединское газовое месторождение в Нижнем Поволжье).
- 1966 — орден Трудового Красного Знамени.